# Pierre De Broche
Pierre De Broche, eigenlijk Pierre de Broche des Combes (Carpentras, 2 april 1940 - 1997), was een Frans striptekenaar en docent. 

## Carrière
De Broche had een diploma in art deco en was docent architectuur aan de universiteit van Marseille. Eind jaren tachtig van de 20e eeuw ontmoette hij Jacques Martin bij een tentoonstelling over diens stripfiguur Alex. De Broche was autodidact op het gebied van het striptekenen toen hij met Martin ging werken. Samen met Martin (omdat De Broches ervaring met personages en inkten beperkt was) maakte hij in 1994 de tekst en illustraties voor de educatieve reeks De reizen van Alex (in die tijd nog De reizen van Orion genoemd, de albums Griekenland 1 en Griekenland 2.
- Bibliothèque nationale de France: cb121999213 (data)
- International Standard Name Identifier: 0000 0000 0447 4677
- Système universitaire de documentation: 03061998X
- Virtual International Authority File: 57896